# Fussball Club Singen 1904 e.V.
Fussball Club Singen 1904 e.V. é uma agremiação esportiva alemã, fundada a 5 de agosto de 1904, sediada em Singen, no estado de Baden-Württemberg.

## História
O FCS 04 ganhou seu primeiro título em 1923, a Ost Bezirksliga e, em 1930, venceu a Schwarzwaldliga, mas não conseguiu encontrar seu caminho para o mais alto nível na Bezirksliga Württemberg-Baden.
Em 1933, o futebol alemão foi reorganizado sob o regime do Terceiro Reich em dezesseis ligas de nível máximo intituladas Gauligen. Em 1939, o FSC tentou se qualificar para a Gauliga Baden, mas foi eliminado pelo VfR Achern, respectivamente por 2 a 3 e 5 a 3. A equipe também participou pela primeira vez da Tschammerpokal, a antecessora da atual DFB-Pokal, conhecida por Copa da Alemanha. De 1942 a 1945, durante a Segunda Guerra Mundial, o clube jogou como parte do combinado Kreigspielgemeinschaft Singen/Gottmadingen e do SpVgg Gottmadingen e SV Reichsbahn Singen.
Depois da guerra, as autoridades aliadas de ocupação ordenaram a dissolução da maioria das organizações na Alemanha, incluindo as esportivas. Novos clubes logo surgiram e o FCS foi reorganizado como Sportverein Singen. Em maio de 1946, as associações dos antigos vários outros clubes de Singen, incluindo o Stadtturnverein Singen, Freie Turnerschaft Singen e Roter Sport Singen juntaram-se ao SV para atuar como Sportgemeinde Eintracht Singen. Tanto o TSS como o RSS eram associações esportivas de trabalhadores que foram proibidas pelo regime nazista, em 1933, pois eram tidas como politicamente indesejáveis.
O Eintracht tomou parte da Oberliga Südbaden-Ost (I) para a temporada 1945-1946. No ano seguinte atuou na Landesliga Südbaden-Ost. Esses circuitos não faziam parte da concorrência alemã geral nacional, mas eram administrados como parte de uma competição separada organizada dentro da zona de ocupação francesa. Em 1947, o time voltou à competição de voo superior da Oberliga francesa, a parte do Südwest-Süd e, em 1948, conquistou a Copa Sul Baden. No ano seguinte, a equipe reassumiu a sua identidade tradicional como FCS 04.
A equipe atuava bem e depois de um terceiro lugar, em 1950, o FCS participou da partida de qualificação para a Oberliga Süd (I). Na ocasião as equipes de Südbaden voltaram a fazer parte da competição alemã. O time bateu o Freiburger FC por 3 a 0 e avançou junto ao SSV Reutlingen 05 à primeira divisão. No entanto, ambos se saíram mal e foram logo rebaixados à 2. Liga-Süd, na qual o FCS passou dez das seguintes onze temporadas. A equipe ainda disputou a temporada 1958-1959 na Amateurliga Südbaden  (III) e conquistou o campeonato de futebol amador alemão daquele ano, derrotando o SV Arminia Hannover por 3 a 2.
Após a introdução da nova primeira divisão da Alemanha, a Bundesliga, em 1963, o FCS passou a fazer parte da Amateurliga Schwarzwald-Bodensee (III). o time terminou a campanha de 1963-1964, em segundo lugar, mas perdeu o play-off de promoção à Regionalliga (II) para o FV Ebingen. A equipe, no entanto, manteve-se competitiva durante a maior parte da década de 1960 e 1970. Em 1971 e 1972, novamente participou na qualificação para a Regionalliga Süd (II), mas falhou em ambas as tentativas ao capitular diante do SV Waldhof Mannheim por 5 a 3 e 1 a 0. O FCS jogou quatro temporadas na Amateurliga Schwarzwald-Bodensee (III) e Amateurliga Südbaden (III) antes de ser rebaixado ao ficar em 17º lugar em 1976.
Em 1978, quando a Oberliga Baden-Württemberg foi formada como a equivalente à terceira divisão, o Singen voltou à liga Baden Sul por conta de uma segunda conquista na Amateurliga, renomeada Verbandsliga Südbaden e que passou a ser o quarto nível do sistema de divisões do futebol alemão.
O clube pertencia à Verbandsliga até 1981, quando foi rebaixado mais uma vez. O que se seguiu foi um longo período nas divisões inferiores amadoras até 1994, quando finalmente o time promoveu seu retorno à Verbandsliga.
Um segundo lugar nesse campeonato, em 1997, significou a promoção para a Oberliga, na qual permaneceu por três temporadas, destacando-se um nono lugar na estreia. Na temporada 1999-2000, na Copa da Alemanha, o Singen bateu o então partícipe a 2. Bundesliga, Rot-Weiß Oberhausen, por 3 a 2, na primeira fase, antes de ser eliminado por 3 a 1 pelo 1-3 SpVgg Greuther Fürth na segunda.
O FCS 04 desceu novamente e, após o rebaixamento da Oberliga, deslizou à Landesliga (VI) em 2001. Retornaria à Verbandsliga em 2002-2003, à qual disputa atualmente.

## Cronologia
As recente performances do clube:
| Temporada | Divisão                       | Módulo | Posição |
| 1999–2000 | Oberliga Baden-Württemberg    | IV     | 16ª     |
| 2000–01   | Verbandsliga Südbaden         | V      | 15ª ↓   |
| 2001–02   | Landesliga Südbaden Staffel 3 | VI     | ↑       |
| 2002–03   | Verbandsliga Südbaden         | V      | 14ª ↓   |
| 2003–04   | Landesliga Südbaden Staffel 3 | VI     | 4ª      |
| 2004–05   | Landesliga Südbaden Staffel 3 | VI     | 3ª      |
| 2005–06   | Landesliga Südbaden Staffel 3 | VI     | 3ª      |
| 2006–07   | Landesliga Südbaden Staffel 3 | VI     | 3ª      |
| 2007–08   | Landesliga Südbaden Staffel 3 | VI     | 2ª      |
| 2008–09   | Landesliga Südbaden Staffel 3 | VII    | 1ª ↑    |
| 2009–10   | Verbandsliga Südbaden         | VI     | 8ª      |
| 2010–11   | Verbandsliga Südbaden         | VI     | 3ª      |
| 2011–12   | Verbandsliga Südbaden         | VI     | ª       |

## Títulos
| - Campeonato Amador Alemão - Campeão: 1959; - Amateurliga Südbaden (II-III) - Campeão: 1947, 1959; - Amateurliga Schwarzwald-Bodensee (III) - Campeão: 1971, 1972; - 2ª Amateurliga Südbaden-South (IV) - Campeão: 1978; - Landesliga Südbaden Staffel 3 (VII) - Campeão: 2009; | - South Baden Cup - Vencedor: 1948, 1968, 1971, 1997, 1999; |